# Liparis walkeriae
Liparis walkeriae là một loài thực vật có hoa trong họ Lan. Loài này được Graham mô tả khoa học đầu tiên năm 1836.